# Тарново (Познанський повіт)
Тарново (пол. Tarnowo, нім. Schlehen) — село в Польщі, у гміні Костшин Познанського повіту Великопольського воєводства.
Населення — 109 осіб (2011).
У 1975-1998 роках село належало до Познанського воєводства.

## Демографія
Демографічна структура станом на 31 березня 2011 року:
|          | Загалом | Допрацездатний вік | Працездатний вік | Постпрацездатний вік |
| -------- | ------- | ------------------ | ---------------- | -------------------- |
| Чоловіки | 55      | 10                 | 40               | 5                    |
| Жінки    | 54      | 8                  | 34               | 12                   |
| Разом    | 109     | 18                 | 74               | 17                   |